# Hospital rural de Chicuque
O Hospital rural de Chicuque é um centro de saúde em Chicuque, localizado no município de Maxixe, província de Inhambane, no país africano de Moçambique. Tem uma capacidade de duzentas camas, sendo fundado em 1913 pelo missionário Charles John Stauffacher da Igreja Metodista Unida. Presta serviços a aproximadamente 500 000 residentes locais. O hospital foi nacionalizado em 1975 no momento da independência de Moçambique do domino português e incorporou-se no Ministério da Saúde do país. No entanto, a Igreja Metodista foi autorizada de novo em 1986 para gerir o hospital em colaboração com o governo.